# Кубок світу з біатлону 2014—2015, естафета, жінки
Змагання заліку жіночих естафет в програмі Кубку світу з біатлону 2014-2015 розпочалися 13 грудня 2014 року на другому етапі в австрійському Гохфільцені й завершаться 14 березня 2015 року на Чемпіонат світу з біатлону 2015 у фінському Контіолагті. За підсумками сезону 2013-2014 свій титул найкращої естафетної команди відстоюватиме збірна Німеччини.

## Формат
В естафеті від кожної команди змагаються чотири біатлоністки, кожна з яких пробігає три кола загальною довжиною 6 км, виконуючи дві стрільби з положення лежачи й стоячи. На кожній стрільбі біатлоністка повинна влучити в п'ять мішеней. Для цього вона має 8 патронів, але спочатку в магазині тільки п'ять, додаткові патрони спортсменка повинна заряджати по одному. За кожну нерозбиту мішень біатлоністка повинна пробігти штрафне коло завдовжки 150 м. Гонка проводиться із загальним стартом. Першу стрільбу першого етапу біатлоністки повинні виконувати на установках, визначених їхнім стартовим номером. Надалі біатлоністки виконують стрільбу з установки, яка відповідає поточному місцю в гонці.

## Призери сезону 2013–14
| Медаль  | Країна    | Очки |
| ------- | --------- | ---- |
| Золото: | Німеччина | 168  |
| Срібло: | Україна   | 157  |
| Бронза: | Росія     | 141  |

## Переможці та призери
| Етап:                                                                | Золото:                                                                     | Час                                                       | Срібло:                                                                    | Час                                                       | Бронза:                                                                     | Час                                                       |
| Гохфільцен Протокол [Архівовано 14 грудня 2014 у Wayback Machine.]   | Німеччина Луіза Куммер Франциска Гільдебранд Ванесса Гінц Франциска Пройс   | 1:11:40.4 (0+0) (0+1) (0+1) (0+3) (0+0) (0+2) (0+0) (0+1) | Білорусь Надія Скардіно Настасія Дуборєзова Надія Писарєва Дарія Домрачева | 1:12:01.5 (0+1) (0+0) (0+1) (0+3) (0+2) (0+2) (0+0) (0+1) | Чехія Ева Пускарчикова Габріела Соукалова Їтка Ландова Вероніка Віткова     | 1:12:02.6 (0+1) (0+0) (0+0) (0+3) (0+1) (0+2) (0+1) (0+1) |
| Обергоф Протокол [Архівовано 7 січня 2015 у Wayback Machine.]        | Чехія Ева Пускарчикова Габріела Соукалова Їтка Ландова Вероніка Віткова     | 1:16:56.0 (0+0) (0+1) (0+1) (0+0) (0+1) (0+1) (0+1) (0+2) | Франція Марін Болльє Марі Дорен Абер Жустін Бреза Анаїс Бескон             | 1:17:04.9 (0+1) (0+1) (0+1) (0+0) (0+1) (0+2) (0+0) (0+2) | Білорусь Надія Скардіно Настасія Дуборєзова Надія Писарєва Дарія Домрачева  | 1:18:02.8 (0+0) (0+0) (0+0) (0+3) (0+0) (1+3) (0+1) (0+1) |
| Рупольдинг Протокол [Архівовано 15 січня 2015 у Wayback Machine.]    | Чехія Ева Пускарчикова Габріела Соукалова Їтка Ландова Вероніка Віткова     | 1:23:57.7 (0+0) (0+0) (0+1) (0+2) (0+3) (0+1) (0+1) (0+1) | Білорусь Надія Скардіно Ірина Кривко Надія Писарєва Дарія Домрачева        | 1:25:11.0 (0+0) (0+2) (0+0) (0+0) (0+1) (0+2) (0+0) (0+1) | Німеччина Франциска Пройс Франциска Гільдебранд Ванесса Гінц Лаура Дальмаєр | 1:25:37.0 (0+0) (1+3) (0+0) (0+2) (0+0) (0+1) (0+0) (0+0) |
| Антхольц Протокол [Архівовано 27 січня 2015 у Wayback Machine.]      | Німеччина Франциска Гільдебранд Франциска Пройс Луіза Куммер Лаура Дальмаєр | 1:18:47.7 (0+0) (2+3) (0+0) (0+3) (0+2) (0+2) (0+0) (0+0) | Чехія Ева Пускарчикова Габріела Соукалова Їтка Ландова Вероніка Віткова    | 1:19:22.7 (0+2) (0+1) (0+1) (0+3) (0+3) (0+3) (0+1) (0+1) | Україна Юлія Джима Наталія Бурдига Ольга Абрамова Валя Семеренко            | 1:19:33.0 (0+1) (0+2) (0+1) (0+3) (3+3) (0+0) (0+2) (0+2) |
| Голменколлен Протокол [Архівовано 12 лютого 2015 у Wayback Machine.] | Чехія Ева Пускарчикова Габріела Соукалова Їтка Ландова Вероніка Віткова     | 1:11:10.6 (0+1) (0+0) (0+0) (0+0) (0+2) (0+0)             | Італія Доротея Вірер Ніколь Гонтьє Федеріка Санфіліппо Карін Обергофер     | 1:11:38.9 (0+0) (0+0) (0+1) (0+0) (0+0) (0+1) (0+0) (0+0) | Франція Анаїс Бескон Енора Латюльє Колін Варсен Марі Дорен-Абер             | 1:11:56.5 (0+1) (0+1) (0+3) (0+0) (0+0) (0+0)             |
| Контіолагті Протокол [Архівовано 13 березня 2015 у Wayback Machine.] | Німеччина Франциска Гільдебранд Франциска Пройс Ванесса Гінц Лаура Дальмаєр | 1:11:54.6 (0+0) (0+2) (0+1) (0+2) (0+0) (0+1) (0+0) (0+0) | Франція Анаїс Бескон Енора Латюльєр Жустін Бреза Марі Дорен-Абер           | 1:12:54.9 (0+0) (0+1) (0+1) (0+1) (1+3) (0+1) (0+2) (0+0) | Італія Ліза Вітоцці Карін Обергофер Ніколь Гонтьє Доротея Вірер             | 1:13:00.7 (0+0) (0+0) (0+1) (0+3) (0+2) (0+2) (0+0) (0+1) |

## Нарахування очок
| Місце | 1  | 2  | 3  | 4  | 5  | 6  | 7  | 8  | 9  | 10 | 11 | 12 | 13 | 14 | 15 | 16 | 17 | 18 | 19 | 20 | 21 | 22 | 23 | 24 | 25 | 26 | 27 | 28 | 29 | 30 | 31 | 32 | 33 | 34 | 35 | 36 | 37 | 38 | 39 | 40 |
| ----- | -- | -- | -- | -- | -- | -- | -- | -- | -- | -- | -- | -- | -- | -- | -- | -- | -- | -- | -- | -- | -- | -- | -- | -- | -- | -- | -- | -- | -- | -- | -- | -- | -- | -- | -- | -- | -- | -- | -- | -- |
| Очки  | 60 | 54 | 48 | 43 | 40 | 38 | 36 | 34 | 32 | 31 | 30 | 29 | 28 | 27 | 26 | 25 | 24 | 23 | 22 | 21 | 20 | 19 | 18 | 17 | 16 | 15 | 14 | 13 | 12 | 11 | 10 | 9  | 8  | 7  | 6  | 5  | 4  | 3  | 2  | 1  |

## Таблиця
| #  | Збірна         | ГОХ | ОБР | РУП | АНТ | ГОЛ | ЧС | Разом |
| -- | -------------- | --- | --- | --- | --- | --- | -- | ----- |
| 1  | Чехія          | 48  | 60  | 60  | 54  | 60  | 34 | 316   |
| 2  | Німеччина      | 60  | 31  | 48  | 60  | 43  | 60 | 302   |
| 3  | Франція        | 32  | 54  | 38  | 40  | 48  | 54 | 266   |
| 4  | Білорусь       | 54  | 48  | 54  | 38  | 32  | 36 | 262   |
| 5  | Італія         | 43  | 40  | 32  | 36  | 54  | 48 | 253   |
| 6  | Україна        | 36  | 38  | 40  | 48  | 38  | 38 | 238   |
| 7  | Норвегія       | 40  | 43  | 43  | 30  | 36  | 40 | 232   |
| 8  | Росія          | 34  | 36  | 34  | 43  | 40  | 43 | 230   |
| 9  | Польща         | 38  | 32  | 36  | 32  | 30  | 28 | 196   |
| 10 | Канада         | 30  | 24  | 30  | 31  | 34  | 31 | 180   |
| 11 | Австрія        | 28  | 34  | 31  | 27  | 22  | 30 | 172   |
| 12 | Швеція         | 29  | 28  | 29  | 23  | 28  | 32 | 169   |
| 13 | Швейцарія      | 25  | 26  | 28  | 34  | 27  | 19 | 159   |
| 14 | Словаччина     | 26  | 27  | 27  | 24  | 31  | 22 | 157   |
| 15 | Казахстан      | 27  | 29  | 23  | 25  | 24  | 27 | 155   |
| 16 | Румунія        | 24  | 22  | 26  | 26  | 25  | 26 | 149   |
| 17 | Естонія        | 23  | 25  | 21  | DNS | 29  | 25 | 123   |
| 17 | Литва          | 20  | 20  | 20  | 22  | 21  | 20 | 123   |
| 19 | Болгарія       | 22  | 23  | 24  | 28  | —   | 17 | 114   |
| 20 | США            | —   | —   | 22  | 29  | 23  | 29 | 103   |
| 21 | Південна Корея | 21  | 21  | 19  | 21  | —   | 16 | 98    |
| 22 | Фінляндія      | DNF | 30  | 25  | —   | —   | 24 | 79    |
| 23 | Словенія       | 31  | —   | —   | —   | 26  | 18 | 75    |
| 24 | КНР            | 19  | —   | —   | —   | —   | 23 | 42    |
| 25 | Японія         | —   | —   | —   | —   | —   | 21 | 21    |